# Miquel Àngel Estradé i Palau
Miquel Àngel Estradé i Palau (les Borges Blanques, Garrigues, 10 d'agost de 1957) és un polític català, diputat al Parlament de Catalunya en la VII i VIII Legislatures i senador en la XI i XII legislatures.

## Biografia
Llicenciat en dret i en filosofia i ciències de l'educació, ha treballat com a secretari d'ajuntament, com a professor de formació professional i com a consultor d'una empresa de recursos humans. Des de l'any 1991 treballa com a jurista al Departament de Justícia. Fundador de la revista local Terrall i de l'Ateneu Popular Garriguenc. Col·labora regularment amb la premsa lleidatana i diverses revistes, amb articles d'opinió sobre el fet nacional català i altres temes d'actualitat de caràcter polític, social o cultural. Ha estat alcalde de les Borges Blanques (1995-2003 i 2007-2011) per Esquerra Republicana de Catalunya (ERC), partit del qual ha estat vicepresident del Consell Nacional (1999-2003). Ha estat diputat escollit a les eleccions al Parlament de Catalunya de 2003 i 2006. De cara a les eleccions generals espanyoles de 2015 i 2016, la Federació Regional de Lleida d'ERC va elegir a Estradé com a primer candidat al Senat d'Espanya per la circumscripció de Lleida.

## Obres
- Del catalanisme possibilista al nacionalisme radical (1989)
- El fracàs d'un Estat (1995)
- Nacionalisme i globalització (2002)
- L'home impassible (2014)
- L'assassí que llegia Vidal Vidal (2016). Premi Andròmina de Narrativa.
- La noia que em servia l'esmorzar (2021)